# カイロン・ホーマンの失踪
カイロン・リチャード・ホーマン（Kyron Richard Horman、2002年9月9日 - ?）は、アメリカ合衆国の少年。

## 人物
科学博覧会に出席した後、2010年6月4日にオレゴン州ポートランドのスカイライン小学校から失踪したとされている。地方警察と州警察はFBIと共に、ホーマンの徹底的な捜査を実施し、犯罪捜査を開始したが、子供の居場所に関する重要な情報は発見されていない 。彼の失踪は、オレゴン州史上最大の犯罪捜査のきっかけとなった。